# George Bancroft
George Bancroft (Worcester, Massachusetts, 3 de octubre de 1800 - Washington D. C., 17 de enero de 1891) fue un historiador y estadista estadounidense. Sirvió como el 17° Secretario de la Armada de los Estados Unidos y fue durante su periodo como secretario que se fundó la Academia Naval de los Estados Unidos en Annapolis. Entre sus obras más importantes como escritor, está la serie History of the United States, from the Discovery of the American Continent.

## Biografía

### Primeros años y educación
La familia de Bancroft había vivido en Massachusetts Bay desde 1632 y su padre, Aaron Bancroft, fue un clérigo unitarista reconocido, además de haber sido soldado durante la revolución estadounidense. Bancroft nació en Worcester e inició su educación en Phillips Exeter Academy. A los trece años, entró al Harvard College, de donde se graduaría a los 17 años. Posteriormente viajó a Alemania, en donde estudió en Heidelberg, Gotinga y Berlín. En Gotinga, estudió bajo la tutela de Arnold Hermann Ludwig Heeren, Albert Eichhorn y Johann Friedrich Blumenbach. En 1820, recibió un doctorado de la Universidad de Göttingen.
Aunque su padre pretendía que Bancroft se convirtiera en un clérigo, sus primeras experiencias predicando luego de su regreso de Europa resultaron insatisfactorias.

### Carrera en educación y literatura
Su primer trabajo fue como tutor en la Universidad Harvard. Bancroft era crítico con el sistema educativo de Harvard de aquel entonces, al que calificaba de pedante. Aunque su posición fue puesta en ridículo por la sociedad de Nueva Inglaterra, sus ideas eran aceptadas por la "democracia jacksoniana."
Bancroft publicó un volumen de poesía en 1823, aunque no obtuvo gran éxito. Bancroft decidió abandonar Cambridge y junto a un amigo fundó la Round Hill School en Northampton.
A pesar de que ocupaba la mayor parte de su tiempo en la Round Hill School, Bancroft contribuía frecuentemente a las revistas North American Review y American Quarterly;. Así mismo, tradujo la obra de Arnold Hermann Ludwig Heeren sobra la política de la Antigua Grecia. En 1834, publicó el primer volumen de History of the United States y los demás volúmenes fueron publicados durante las próximas cuatro décadas. Este trabajo narra la historia de los Estados Unidos desde el descubrimiento de América hasta la Guerra de Independencia. Igualmente, en 1882, publicó The History of the Formation of the Constitution of the United States.
Bancroft se casó con Sarah Dwight en 1827 y tuvieron dos hijos. Sin embargo, ella murió en 1837. Posteriormente, se casó con Elizabeth Davis Bliss, una viuda con dos hijos. La pareja tuvo una hija más.

### Carrera como político
Bancroft entró en la política en 1837, cuando fue nombrado Recaudador de Aduanas del Puerto de Boston por Martin Van Buren. En 1844, fue el candidato demócrata para la gobernación de Massachusetts, pero perdió la elección. Entre 1845 y 1846, formó parte del gabinete de James K. Polk como Secretario de la Armada. Durante su periodo en el gabinete, fundó la Academia Naval de los Estados Unidos, ordenó la ocupación de California y trató de anexar Texas.
Bancroft participó en las negociaciones del conflicto limítrofe de Oregón y 1846 fue enviado como Ministro Plenipotenciario a Londres. Sin embargo, con la elección de Zachary Taylor, su puesto no fue renovado y regresó a los Estados Unidos en 1849.
En 1867, fue nombrado embajador en Berlín, en donde permaneció hasta su renuncia en 1874. Posteriormente, se mudó a Washington D. C., en donde murió en 1891.